# Französischer Revolutionskalender/Y12
Dies ist der Französische Revolutionskalender für das Jahr XII der Republik, das vom 24. September 1803 bis zum 22. September 1804 des gregorianischen Kalenders dauerte.